# Garamszőlős
Garamszőlős (szlovákul Rybník) község Szlovákiában, a Nyitrai kerület Lévai járásában.

## Fekvése
Lévától 10 km-re északnyugatra fekszik.

## Története
A régészeti leletek tanúsága szerint a község területén már i. e. 5000 évvel is éltek emberek. Ebből a korszakból cseréptöredékek és egy őskori, kisméretű vár maradványai kerültek elő. Később kelták, kvádok, markomannok éltek ezen a vidéken. Az írott források szerint Marcus Aurelius római császár is erre vezette a kvádok elleni hadjáratát.
A mai települést 1075-ben Sceulleus néven említik először. 1209-ben "Ceuleus", 1276-ban "Sewlus", 1277-ben "Zeules", 1312-ben "Zelus", 1312-ben "Selus" alakban szerepel az írott forrásokban. Bars várának és a garamszentbenedeki apátság uradalmához tartozott. Szlovák nevén csak 1525-ben szerepel először. 1534-ben 32 porta után adózott a település. 1541-ben az esztergomi érsekségnek is volt itt birtoka, mely 1776-ban az akkor alapított besztercebányai püspökség birtoka lett. 1601-ben plébánia, iskola és 131 ház állt a településen, közülük 3 nemesi kúria volt. 1664-ben az újvári ejálet adóösszeírása szerint 82 fejadófizető személy lakta.
A 18. század óta nemesi község, első pecsétje 1720-ból való, ekkor 71 adózó háztartása volt. 1781-ben vásártartási jogot kapott. 1828-ban 134 házában 943 lakos élt, akik főként mezőgazdasággal foglalkoztak. 1831-ben kolerajárvány pusztított. 1890-ben egy pusztító tűzvészben csaknem az egész falu elpusztult.
Vályi András szerint "Garam Szőlős. Elegyes falu Bars Várm. földes Ura a’ Besztertze Bányai Püspökség, fekszik Barstól 3/4 mértföldnyire; határja jó, fája, makkja, bora van, piatza Báton, és Szent Benedeken."
Fényes Elek szerint "Garan-Szőllős, (Ribnik), tót m. v. Bars vmegyében, közel a Garan bal partjához: 922 kath. lak. Kath. paroch. templom. Fő gazdasága jó bort termő szőlőhegyében áll. Szép tölgyes erdeje van. F. u. a beszterczei püspök. Ut. p. Léva."
A trianoni békeszerződésig Bars vármegye Lévai járásához tartozott.

## Népessége[5]
| Év:            | 1994. | 2004.   | 2014.   | 2024.   |
| -------------- | ----- | ------- | ------- | ------- |
| Emberek száma: | 1398  | 1404    | 1439    | 1385    |
| Eltérés:       |       | +0,42 % | +2,49 % | -3,75 % |

| Év:            | 2023. | 2024.   |
| -------------- | ----- | ------- |
| Emberek száma: | 1394  | 1385    |
| Eltérés:       |       | -0,64 % |

1880-ban 1164 lakosából, 909 szlovák, 64 magyar, 24 német, 1 más anyanyelvű és 166 csecsemő; ebből 1116 római katolikus, 37 zsidó, 10 evangélikus és 1 más vallású.
1890-ben 1128 lakosából 1033 szlovák és 48 magyar anyanyelvű volt.
1900-ban 1246 lakosából 1188 szlovák és 42 magyar anyanyelvű volt.
1910-ben 1385 lakosából 1285 szlovák és 52 magyar anyanyelvű volt.
1921-ben 1344 lakosából 1293 csehszlovák és 33 magyar volt.
1930-ban 1371 lakosából 1354 csehszlovák és 5 magyar volt.
1991-ben 1450 lakosából 1433 szlovák és 5 magyar volt.
2001-ben 1403 lakosából 1372 szlovák és 8 magyar volt.
2011-ben 1399 lakosából 1357 szlovák és 8 magyar volt.
2021-ben 1406 lakosából 1363 (+6) szlovák, 5 magyar, (+1) ruszin, 20 (+3) egyéb és 18 ismeretlen nemzetiségű volt.

## Neves személyek
- Itt született 1609-ben Szőllősi Benedek jezsuita költő, szerkesztő.
- Itt született 1936-ban Randík Aladár természetvédő, egyetemi oktató.[8]
- Itt született 1964. január 30-án Jozef Ižold a szlovák szalézi rendtartomány provinciálisa.[9]
- Itt szolgált 1788-ban Jedlicska Tamás római katolikus plébános.
- Itt szolgált 1882-től Podhragyay Pál prépost-plébános.
- Itt szolgált 1892–1935 között nyugdíjazásáig Spuller Gyula plébános.

## Nevezetességei

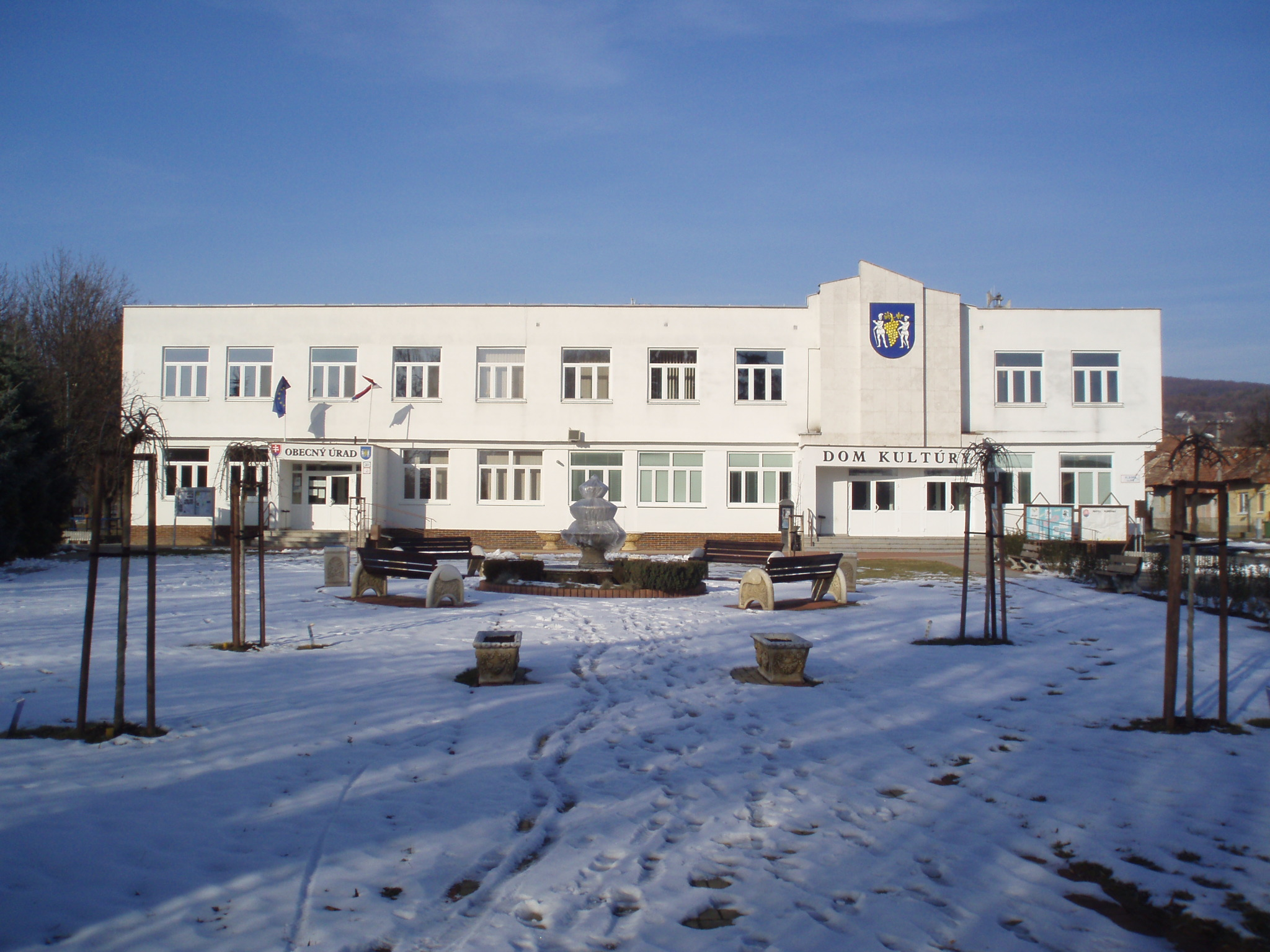

- Római katolikus temploma 1771-ben épült klasszicista stílusban.
- A temetőben álló Szent József kápolnát a falu egykori birtokosa, Mojzes István építtette.
- A szőlők között egy Szent Orbán kápolna is található.
- Az esztergomi érsekség egykori kastélya a 18. század második felében épült.

## Külső hivatkozások
- Községinfó
- Garamszőlős Szlovákia térképén
- E-obce.sk